# Isosporia
Em Biologia, diz-se que uma planta é isospórica quando esta produz, por meiose, esporos morfológicamente iguais.